# 5-溴戊氧基苯
5-溴戊氧基苯是一种有机化合物，化学式为C11H15BrO。它可由苯酚和1,5-二溴戊烷在碳酸钾存在下于二甲基甲酰胺中反应制得。它在苯中和三苯基膦反应，可以得到(5-苯氧基戊基)三苯基𬭸溴化物。